# Ernestina Naadu Mills

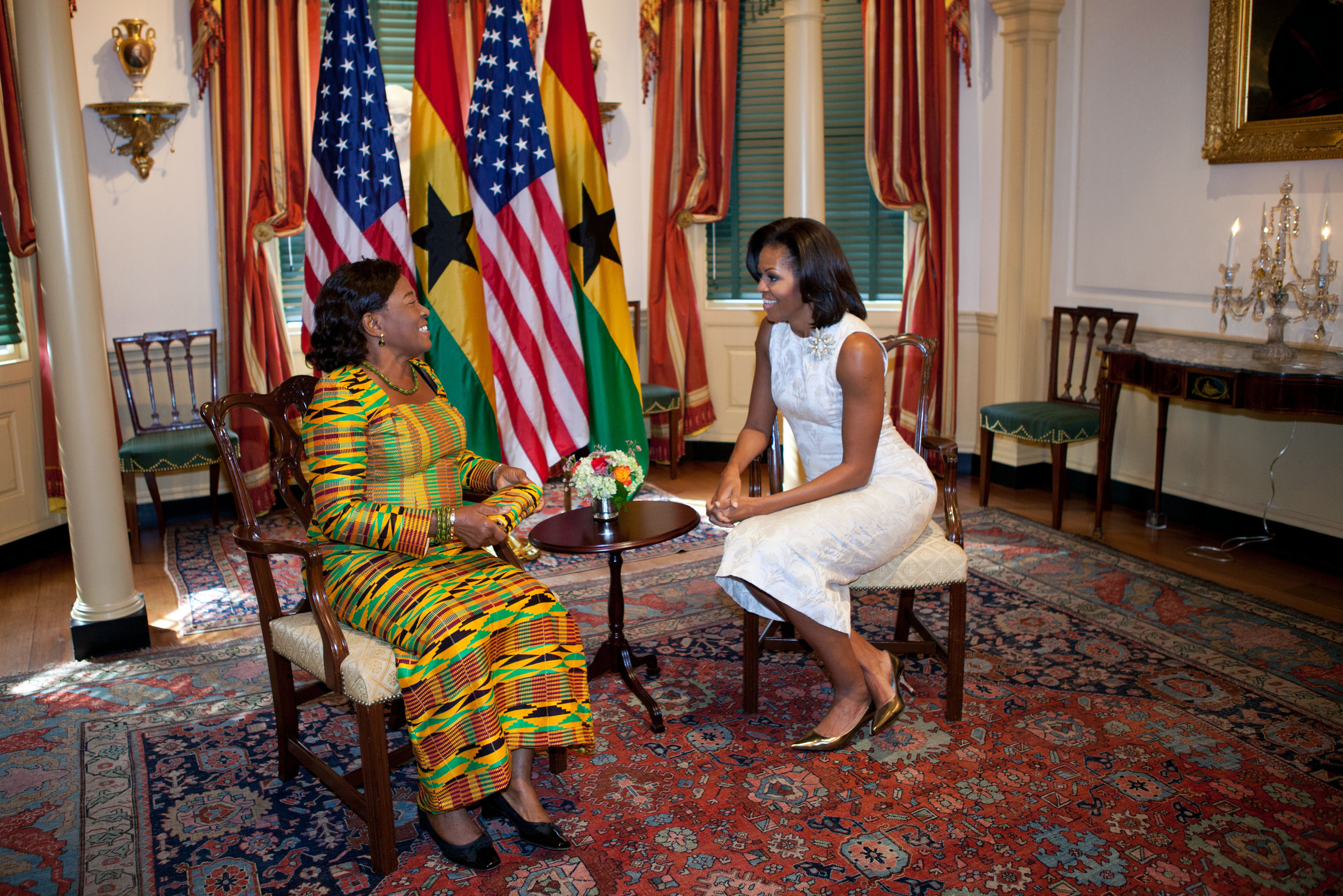
Ernestina Naadu Mills với Michelle Obama tại Washington, DC, ngày 8 tháng 3 năm 2012

Ernestina Naadu Mills (nhũ danh Botchway) là một nhà giáo dục và cựu Đệ nhất phu nhân Ghana. Bà là vợ của cựu tổng thống Ghana John Atta Mills (21 tháng 7 năm 1944 - 24 tháng 7 năm 2012) và là người nhận giải thưởng Nhân đạo từ Tổ chức Truyền thuyết Sức khỏe.

## Tuổi thơ, giáo dục và sự nghiệp
Mills được sinh ra ở Accra đến Cornelius Teye Botchway và Madam Alberta Abetso Abbey, và học tại trường trung học nữ Aburi với học bổng. Sau khi nhận được chứng chỉ, bà đã dành hai năm đào tạo làm giáo viên tại Trường Cao đẳng Chuyên gia (STC) ở Winneba, giảng dạy tại Trường Trung học Hỗn hợp Kotobabi (Một) trong hai năm, sau đó quay lại STC để lấy Bằng Cao đẳng Kinh tế Gia đình. Sau khi tốt nghiệp, bà trở lại trường trung học nữ Aburi để dạy thiết kế quần áo và dệt may trong chín năm.  

## Đời sống chính trị
Chồng bà được chọn làm phó tổng thống điều hành cho Jerry John Rawlings khi ông tranh cử nhiệm kỳ thứ hai với tư cách là Tổng thống Ghana năm 1996, trở thành đệ nhất phu nhân từ năm 1996-2000. Khi Mills được bầu làm tổng thống Ghana năm 2009, bà trở thành Đệ nhất phu nhân từ năm 2009-2012. Mills chết năm 2012 khi đang ở trong văn phòng.